# SCons
SCons，一種軟體開發工具程式，功能類似於UNIX上的make、autoconf與automake工具。它是一個開放原始碼計劃，採用MIT授權，原作者是史蒂芬·奈特（Steven Knight），使用Python語言開發。第一個正式版本在2010年3月23日釋出。

## 歷史
SCons最早源起於1999年鮑伯·謝甫談（Bob Sidebotham）所創作的Cons，一個以Perl語言寫作的工具程式。Cons是軟體建構程式ScCons的底層部份。在2000年8月，ScCons曾經贏得Software Carpentry計畫，SC build競賽。ScCons成為獨立專案之後，為了表示這個專案與Software Carpentry公司沒有關係，改名為SCons。
SCons啟發了Waf計劃。Waf最早被稱為SCons/BKsys，它成為KDE社群開發的軟體之一，但最後KDE計劃選擇CMake。

## 外部連結
- SCons首頁（页面存档备份，存于）

1. ↑  Foundation, SCons. . SCons. 2025-03-27  [2025-07-17] （英语）.